# 플래티넘 크루
《플래티넘 크루》(Platinum Crew)는 펜타비전에서 운영하는 디제이맥스VIP 유저들을 위한 멤버십 서비스이다. 2008년 12월 플래티넘 크루 테스트를 진행하였고, 2009년 1월 13일 플래티넘 크루의 정식 서비스를 시작했다. 당시 디제이맥스 테크니카, 디제이맥스 포터블(클래지콰이 에디션, 블랙스퀘어)에 대한 부가 서비스를 제공하여 인기를 끌었지만 점차 인기가 쇠퇴해지자 결국 2013년 12월 31일에 서비스가 종료되었으며, 웹사이트는 2014년 1월 2일에 폐쇄되었다.

## 서비스 항목

### 디제이맥스 테크니카
1. 유저 멤버십 카드 등록을 통한 온라인 랭킹 서비스
2. 디제이맥스 테크니카 플래티넘 크루 메뉴를 통한 미션 제공
3. 유저 대회 & 이벤트 참가
4. 분실카드 온라인 복구 시스템
5. 게임 내의 플레이 곡과 아이템 판매

### 디제이맥스 포터블
1. 클래지콰이 에디션, 블랙스퀘어 확장팩, 랭킹팩, 링크팩 서비스
2. 인터넷 랭킹 서비스